# Nicolaas Bloembergen
Nicolaas Bloembergen, född 11 mars 1920 i Dordrecht, Nederländerna, död 5 september 2017 i Tucson, Arizona, var en nederländsk-amerikansk fysiker verksam vid Harvard University i Cambridge, Massachusetts. 

Bloembergen och Arthur L. Schawlow tilldelades Nobelpriset i fysik 1981 "för deras bidrag till utvecklingen av laserspektroskopien". De delade på halva prissumman. Den andra halvan tilldelades den svenske fysikern Kai M. Siegbahn för hans utveckling av den högupplösande elektronspektroskopien.
Asteroiden 10447 Bloembergen är uppkallad efter honom.